# Helius (Helius) devinctus
Helius (Helius) devinctus is een tweevleugelige uit de familie steltmuggen (Limoniidae). De soort komt voor in het Oriëntaals gebied.